# Gevgelija
Gevgelija er by, som ligger i det sydligste punkt i Makedonien på den højre bred af Vardar-floden, og på en højde af 64 m over havets overflade. Byen ligger 165 km fra hovedstaden Skopje og 70 km fra Thessaloniki.
Byen, som ligger på grænsen til Grækenland, har altid været et knudepunkt for de rejsende og varerne, som blev transporteret mellem Europa og Mellemøsten, og omvendt. Med byggeriet af jernbanen Skopje – Gevgelija – Solun (dagens Thessaloniki) i 1873 og hovedvejen Skopje – Gevgelija blev byen en vigtig transitkorridor. På grund af de vigtige veje, som forbinder norden med syden og østen, kaldes Gevgelija "Porten til Europa" for dem som rejser mod nord.